# Stadion Lehen
Stadion Lehen foi um estádio localizado na cidade de Salzburgo, Áustria. Era a casa da equipe SV Austria Salzburg. Tinha capacidade para receber cerca de 15.000 pessoas.